# Smiljana Marinović
Smiljana Marinović (Spalato, 25 settembre 1977) è una nuotatrice croata.
Specializzata nella rana ha partecipato alle Olimpiadi di Sydney 2000 e di Atene 2004.